# Gécamines
La Générale des Carrières et des Mines (GCM), spesso chiamata semplicemente Gécamines, è una società statale congolese di estrazione mineraria e di metalli con sede a Lubumbashi fondata nel 1966. Succedette alla Union Minière du Haut Katanga.
È coinvolta nell'esplorazione, ricerca, e produzione di minerali tra cui rame, cobalto, stagno, oro, zinco.
È una delle più grandi aziende minerarie del Congo e dell'Africa. La Gécamine lavora sul più grande deposito di cobalto al mondo ed è l'ottavo maggior produttore mondiale di rame.
Le miniere dove ha i maggiori interessi sono a Kambove, Kipushi, Kamfundwa e Kolwezi.
Situata nella Provincia del Katanga, è stata oggetto di un piano di sviluppo strategico e di riorganizzazione dal valore di 3 miliardi di dollari (2012-2016). Ha concluso una partnership e joint ventures con l'anglo-svizzera Glencore International, la statunitense Freeport-McMoran e con la Eurasian Natural Resources Corporation con sede a Londra.
Nel settembre 2021, l'Ispettorato generale delle finanze (IGF) ha aperto un'inchiesta su Gécamine. Questa indagine, appena avviata, copre un periodo dal 2010 ad oggi. Secondo le nostre informazioni, questo controllo riguarda le condizioni di vendita o trasferimento dei beni minerari di Gécamines a vantaggio di attori privati, i contratti di locazione firmati da questi sui suoi beni minerari e, infine, i suoi risultati negli ultimi dieci anni.
Nel dicembre 2021, Albert Yuma è stato estromesso dalla presidenza di Gécamines.